# The Final Terror
The Final Terror è un film del 1983, diretto dal regista Andrew Davis.